# 西林吉镇
西林吉镇是中国黑龙江省大兴安岭地区漠河市下辖的一个行政建制镇，位于漠河市中部，是漠河市驻地。

## 历史沿革
西林吉镇始建于1970年，1974年中华人民共和国国务院批准建立西林吉镇。

## 行政区划
西林吉镇下辖以下地区：
明苑社区、松苑社区、阳光社区、桥北社区和黑山村。